# August Boman
Pour les articles homonymes, voir Boman.
August Boman (né le 18 juin 1826 à Porvoo ; décédé le 17 juin 1883 à Helsinki) est un architecte finlandais.

## Biographie

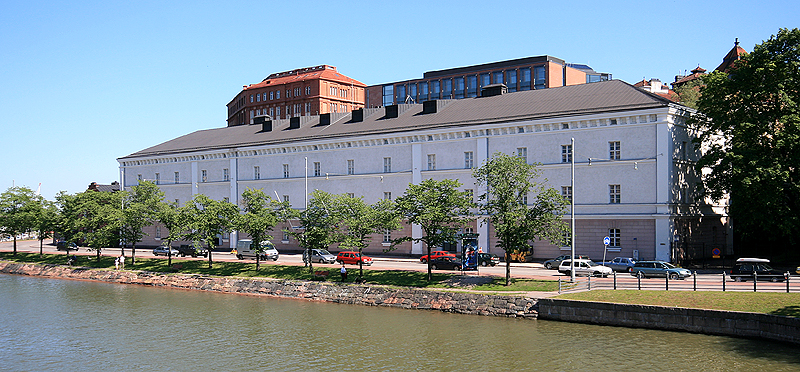
Archives de guerre à Helsinki

Boman n’a pas reçu de formation formelle d’architecte, il est seulement apprenti à la Direction des bâtiments de Finlande à partir de 1845. En 1857 – 1858 il effectue des voyages d’études en Allemagne et en Angleterre. Puis il effectue différentes tâches à la Direction des bâtiments de Finlande  et s’en sépare en 1882.
Boman est surtout connu pour ses constructions de casernes. 

## Ouvrages
- 1863,  Église de Savonranta , Savonranta[2]
- 1869,  Satamakatu 9, Helsinki[3]
- 1874,  Musée Mannerheim
- 1878,  Église de Jaala, Jaala [4]
- 1879,  Nouvelle église de Petäjävesi, Petäjävesi[5]
- 1881,  Caserne de Oulu, Oulu[6]
- 1881-1882, Casernes des tireurs d'élite, Vaasa
- 1886,  Archives de guerre, Siltavuorenranta 16, Helsinki[3]
- 1886, Église de Liljendal
- 1879-1882,  Caserne de Mikkeli, Mikkeli[7]

## Galerie

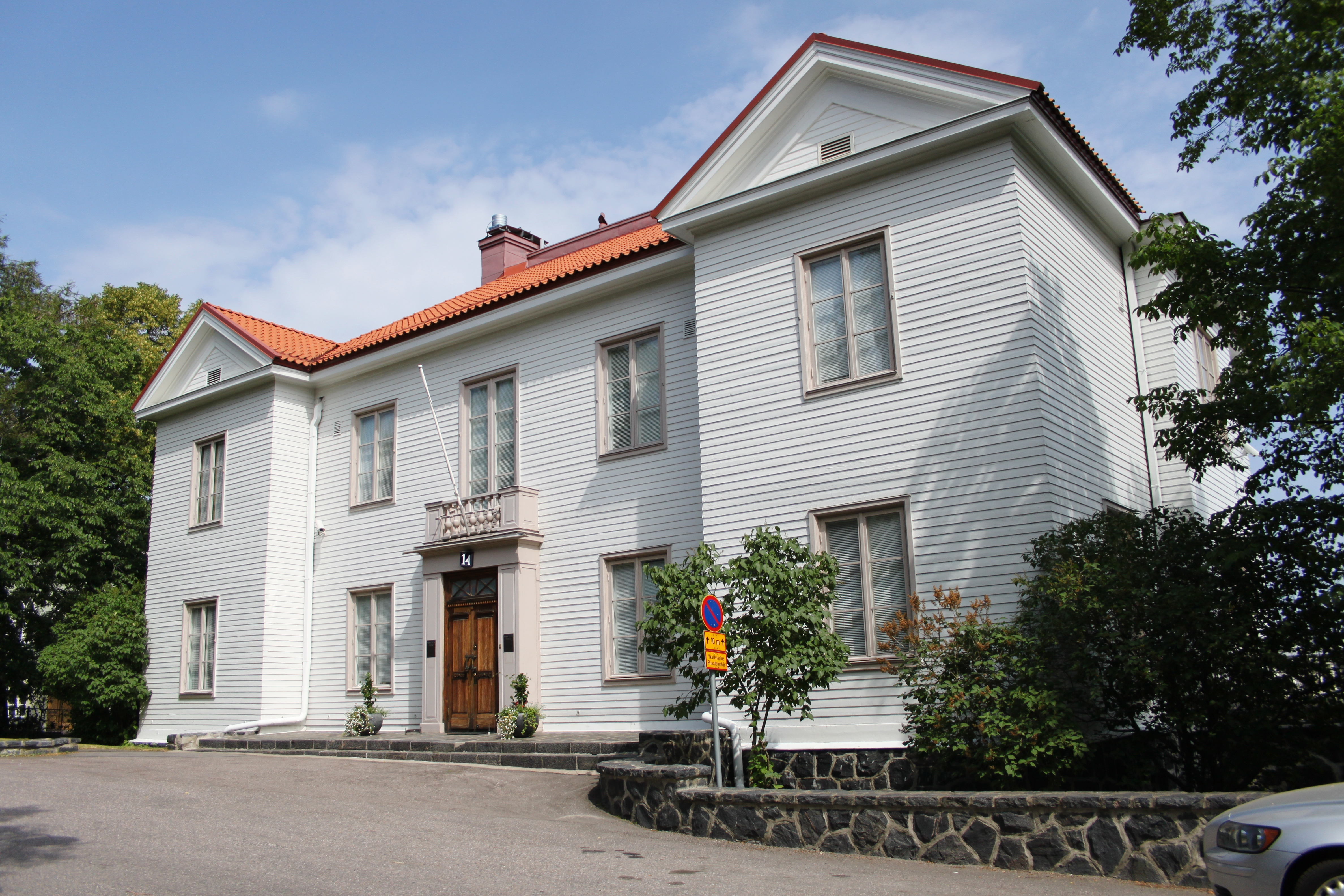
Musée Mannerheim, Helsinki.
Église de Jaala.
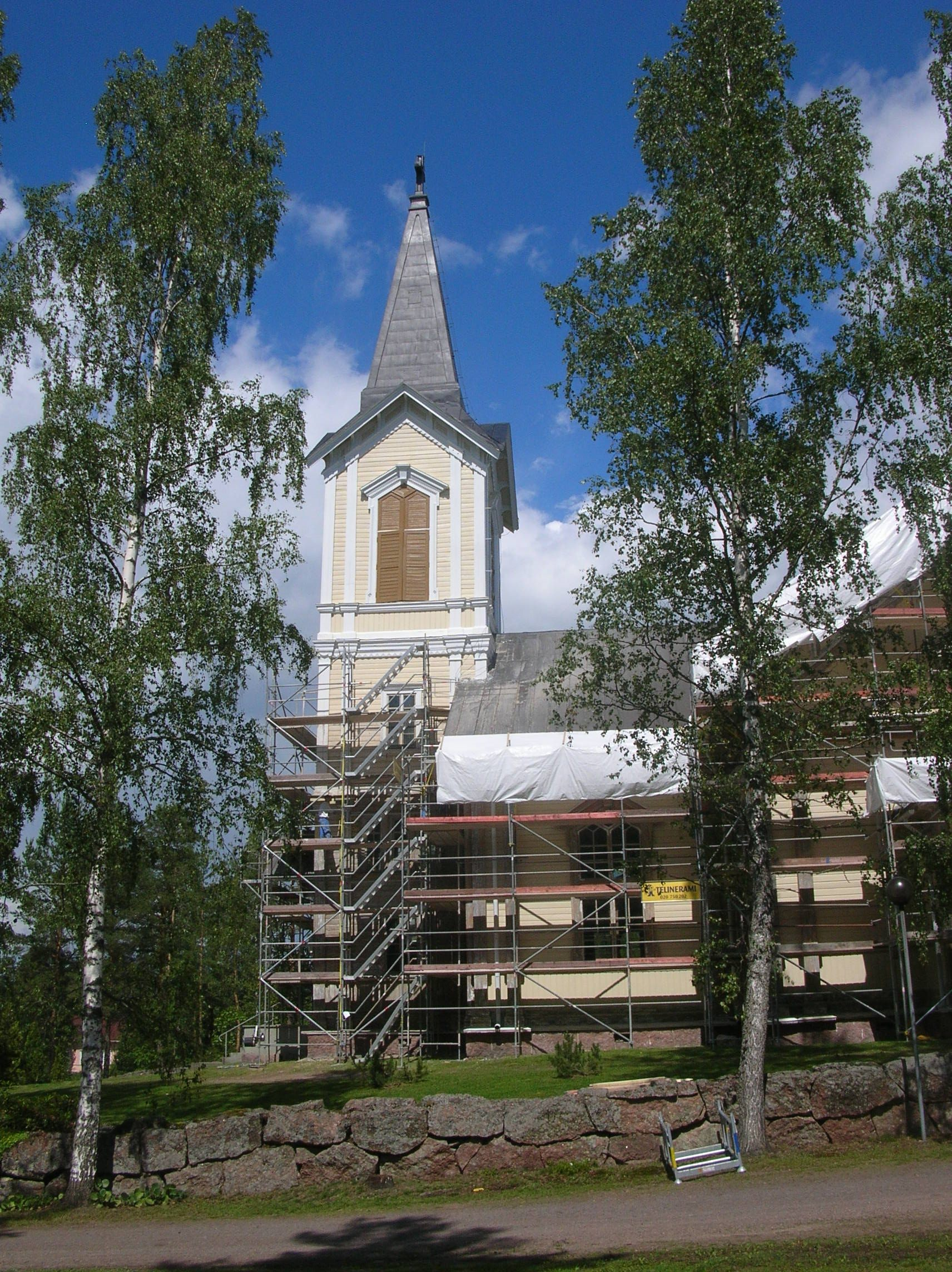
Église de Liljendal.
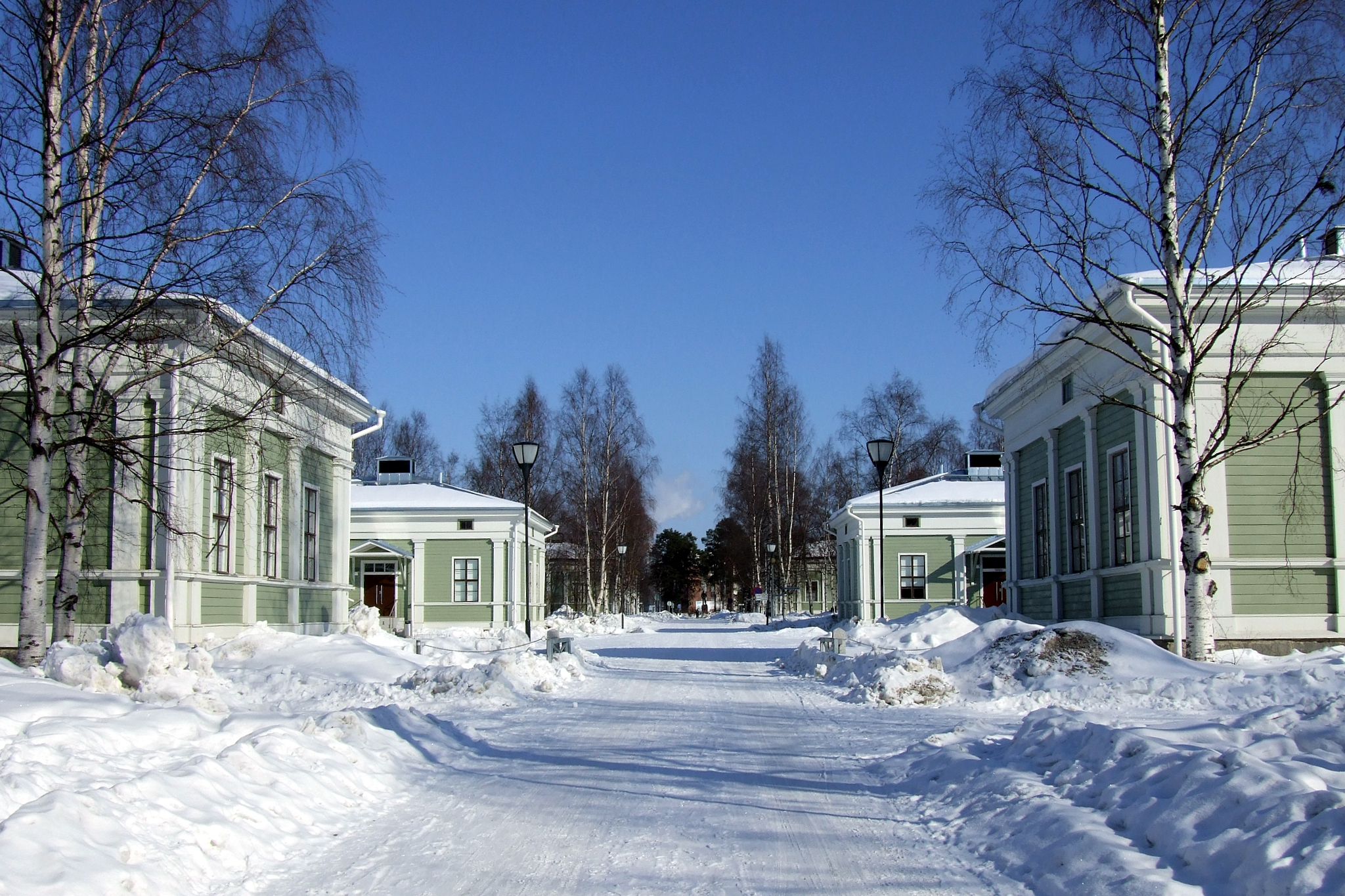
Caserne du quartier d'Intiö à Oulu.